# Wekeromse Zand
Het Wekeromse Zand (Nedersaksisch: t Zaand) is een ruim 500 hectare groot gebied in de Nederlandse provincie Gelderland. Het ligt ten zuidwesten van het dorp Wekerom. Het Wekeromse Zand bestaat uit bos, heide en bouwland en een uniek zandverstuivingsgebied, dat ooit 300 ha groot is geweest. Ook liggen er enkele vennetjes. Een gedeelte van het gebied is rustgebied voor het wild. 

## Geschiedenis
Ten noorden van het Wekeromse zand liggen de raatakkers, ook wel celtic fields genoemd. Deze kleine akkertjes werden gebruikt vanaf 400 voor Christus tot enkele eeuwen na Christus. Er werd o.a. emmertarwe en spelt op verbouwd. Nu wordt er boekweit, gerst, tarwe, vlas, stambonen, phacelia en zonnebloemen op verbouwd. Bij de raatakkers is de ijzertijdboerderij met spieker uit de ijzertijd gereconstrueerd. In een landbouwperceel ten westen van de raatakkers buiten het gebied van het Wekeromse Zand ligt de Germaanse put.
In de Middeleeuwen ontstonden heidevelden als gevolg van het kappen van de bomen en door overbegrazing. Door het afplaggen van de heidevelden voor in de potstal en overbegrazing door schapen verdween de heide en ontstond de zandverstuiving. Het bosgebied ten zuiden van het huidige Wekerom was in de 19e eeuw ook stuifzand. Het noordwestelijke deel van het Wekeromse Zand werd in de 19e eeuw het Valksche Zand, genoemd naar de buurtschap De Valk wat hier ten noorden van ligt.
In de afgelopen 200 jaar is de zandverstuiving langzaam dichtgegroeid waardoor de oppervlakte afnam van 170 hectare in 1900 tot 40 ha in 1960 en 14 ha in 1993. Er is in dat jaar op grote schaal gekapt om het zand weer meer ruimte te geven. Ook in 2012 is er een stuk bos gekapt en tevens is de bosgrond afgeplagd. Daarnaast is er 7 ha begroeid zand afgeplagd. Moeflons zorgen ervoor dat deze zandvlakte niet 'verbost'. Voor deze moeflons is het gehele gebied omheind en zijn honden niet toegestaan.
Notaris Mr. R. Dinger uit Lunteren kocht indertijd bij stukjes en beetjes delen van het Wekeromse Zand aan. In 1930 verkocht hij de aangekochte stukjes aan E.H. Kerkhoven, die het uitbreidde van 350 tot 420 ha. In 1956 werd het Wekeromse Zand, later ook De Scheele Berg, het Eikenstek, de Achttienbunder en in 2006 de raatakkers aangekocht door Het Geldersch Landschap, waardoor nu 513 ha in handen is van het Gelders Landschap.

## Kenmerken
Midden in het oude grove den-bos ligt een grote open vlakte (ongeveer 100 ha) waar het zand vrij spel heeft. Hier komen diverse soorten graafwesp, mierenleeuw en loopkevers voor. Ook komt de blauwvleugelsprinkhaan voor op het mos en buntgras. Het zand wordt vastgelegd door mossen en planten. Buntgras en zandzegge zijn de pioniersplanten gevolgd door ruig haarmos en echt zandhaarmos en vervolgens vele soorten korstmossen. Ook heidespurrie en klein tasjeskruid komen voor. Op de heidevelden groeien diverse soorten wolfsklauwen en klein warkruid. Ook komen van de zeldzame paddenstoelen de gele ridderzwam, witbruine ridderzwam, dennesatijnzwam en sparrestinktaailing voor. In de vennetjes leven kikkersoorten, kleine watersalamander en libellen.

## Heidekoe
In 2007 zijn vijf koeien en een stier van het Deense zwartbonte ras Sortbroget Jysk Malkerace op de heide in het Wekeromse Zand geïntroduceerd. Daarnaast zijn er zes kleinere, echte heiderunderen aan de groep toegevoegd. Met het nageslacht van deze runderen wordt getracht de kleine heiderunderen die vroeger op de Veluwe graasden terug te krijgen. Het Nederlandse heiderund is in 1950 uitgestorven.
De heidekoe is winterhard en hoeft niet te worden bijgevoerd. Ze houdt het landschap open en verspreidt zaden in haar vacht.

## Fotogalerij

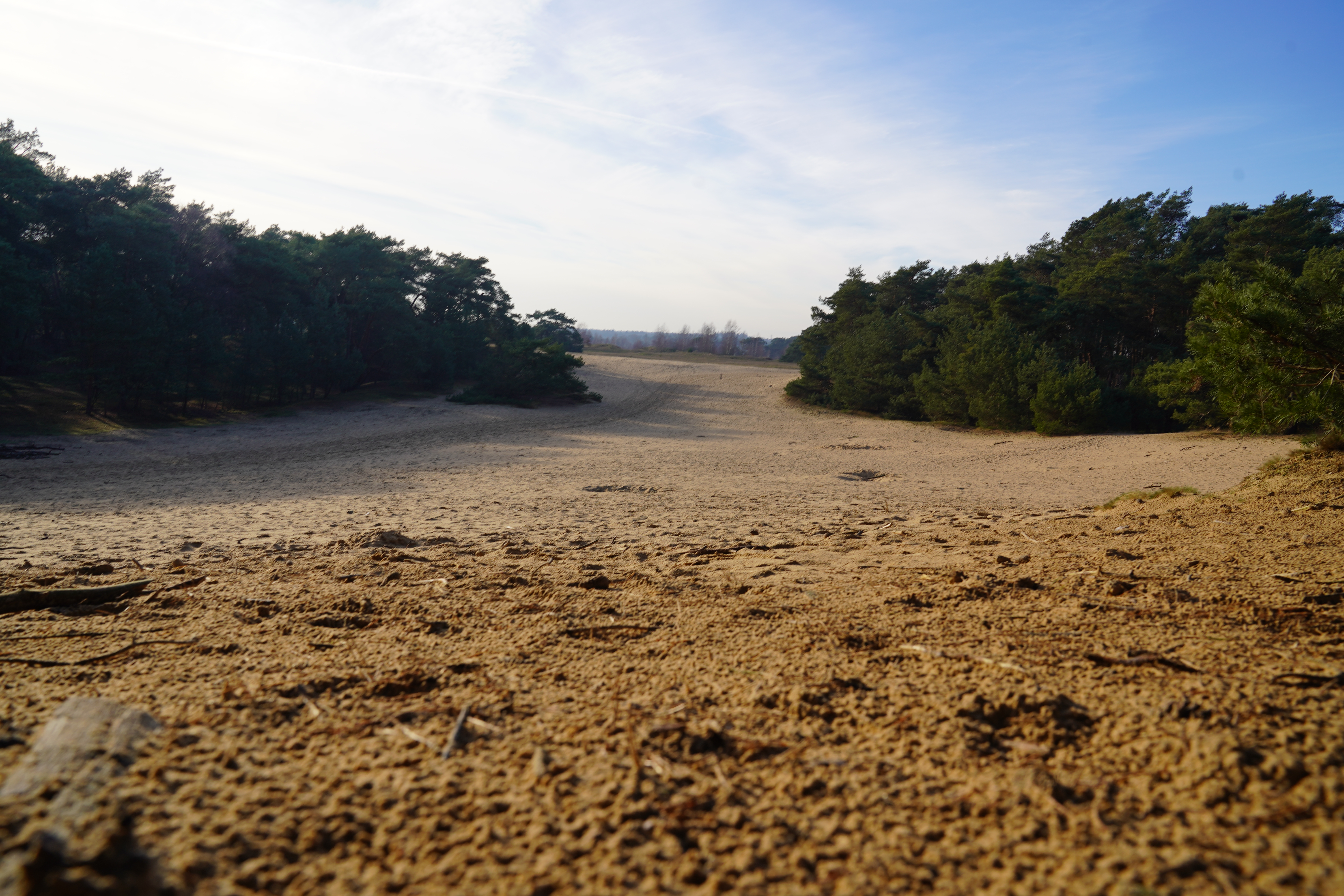
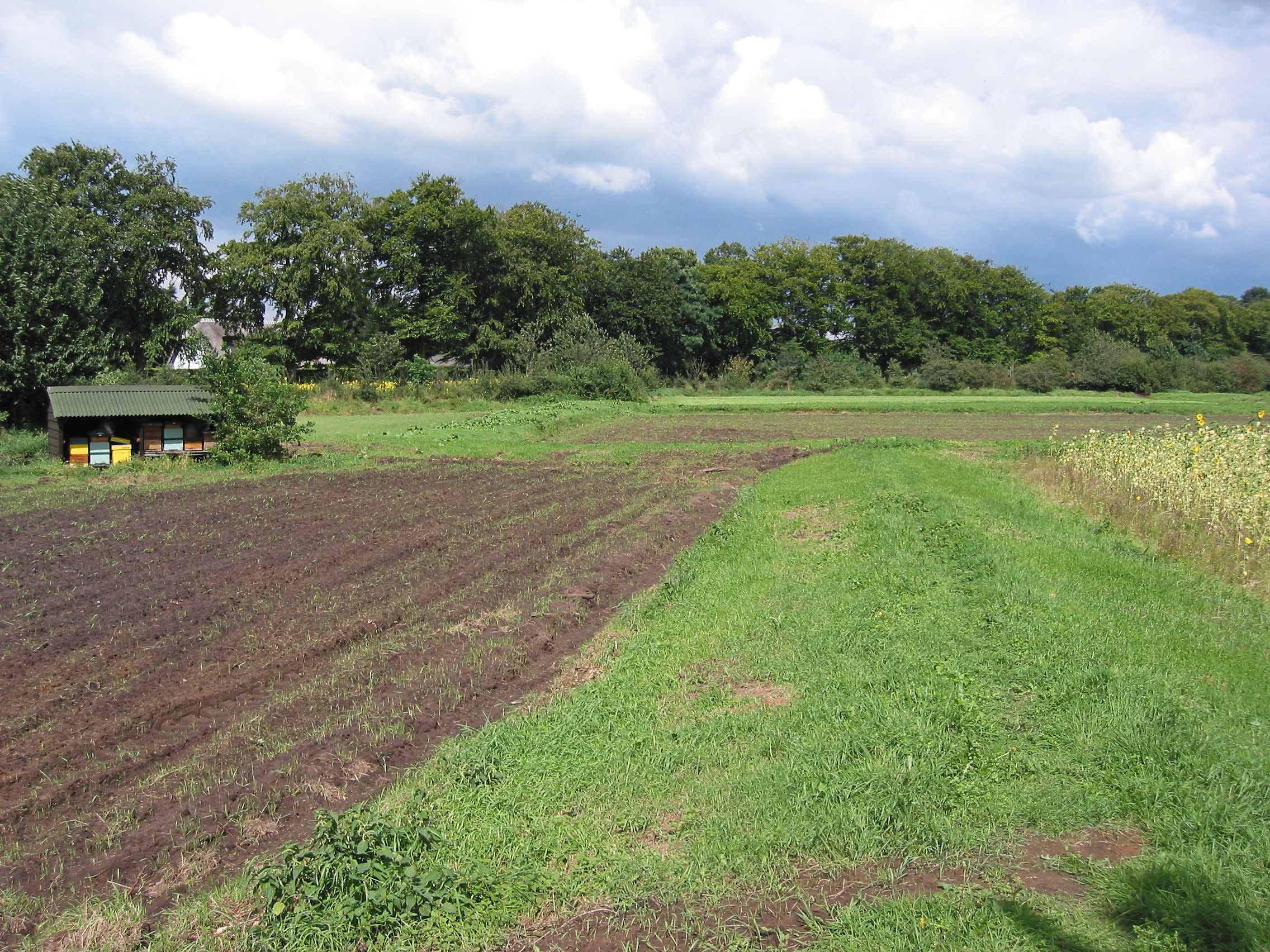
Raatakkers Wekeromse Zand (augustus 2007)
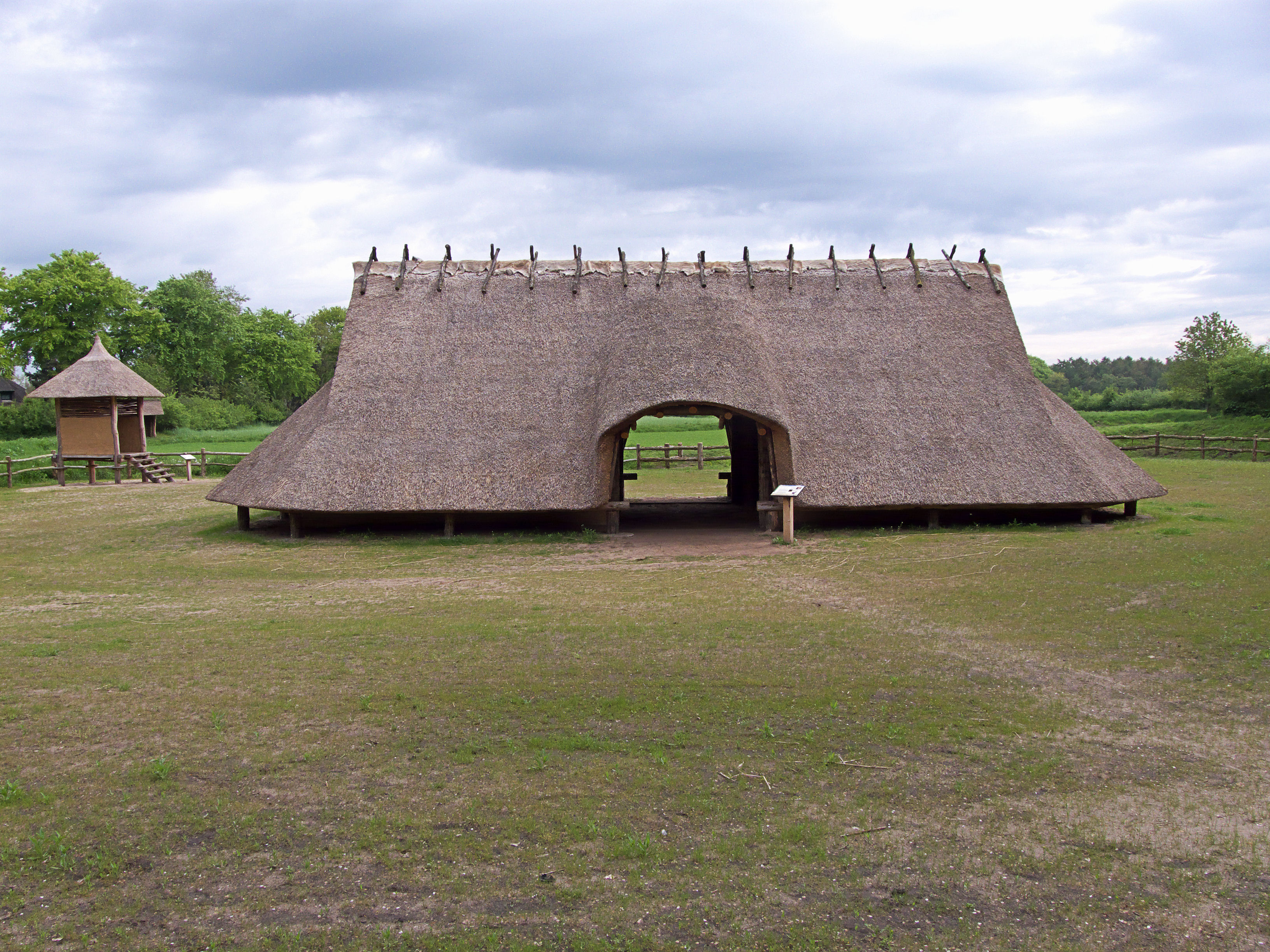
IJzertijdboerderij naast het Wekeromse zand
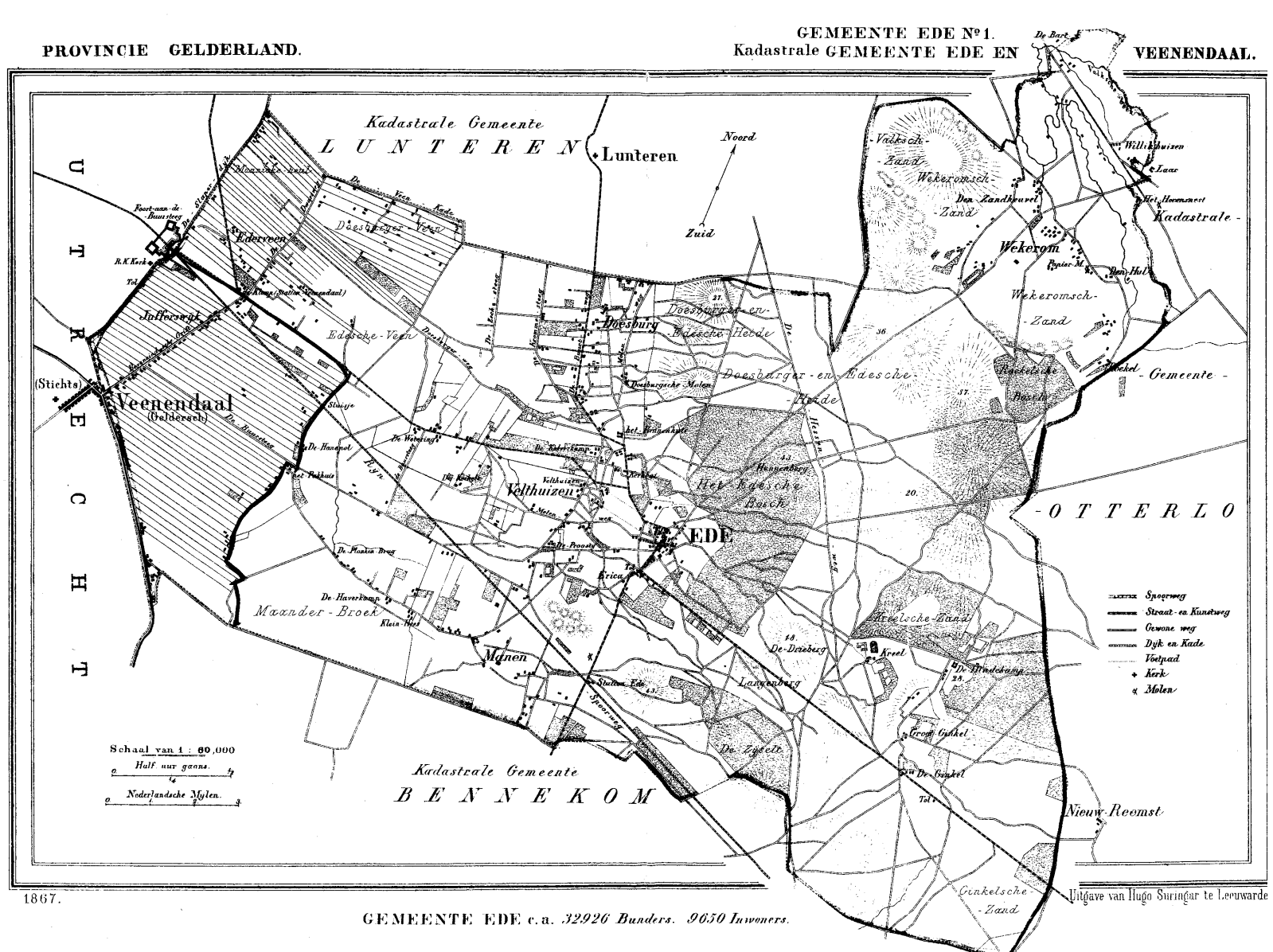
Wekeromse Zand in 1867
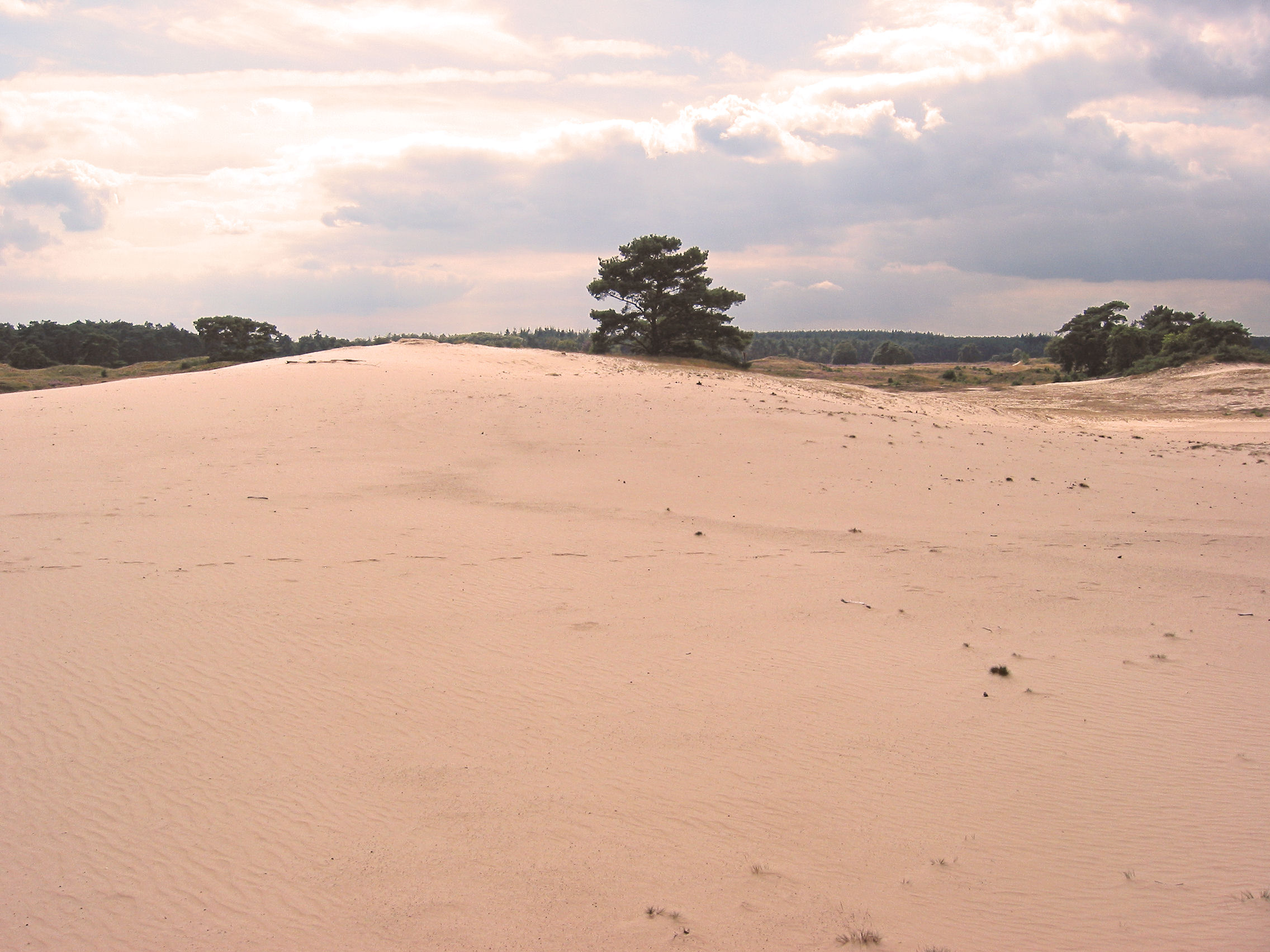
Stuifzand
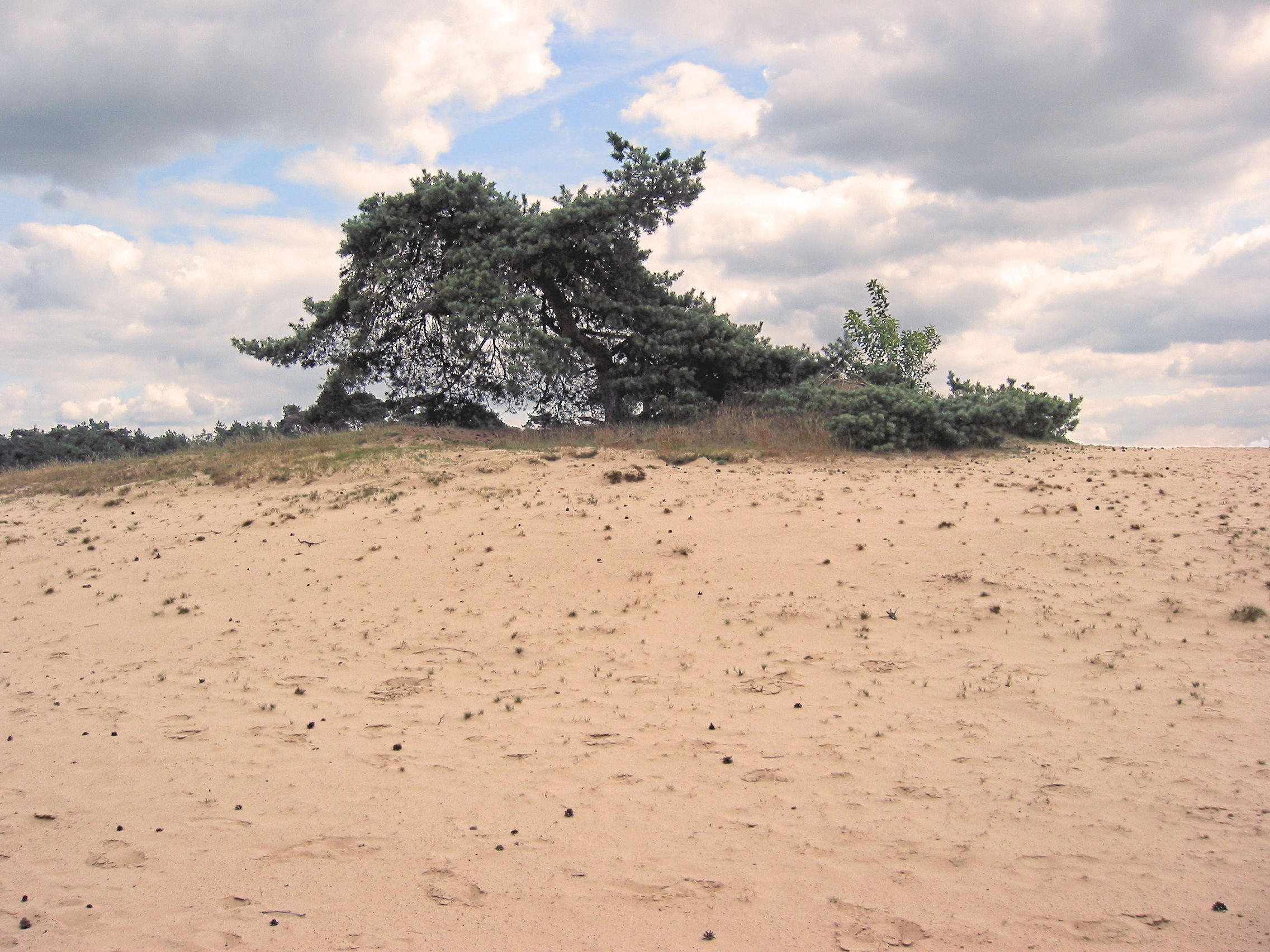
"Paard"
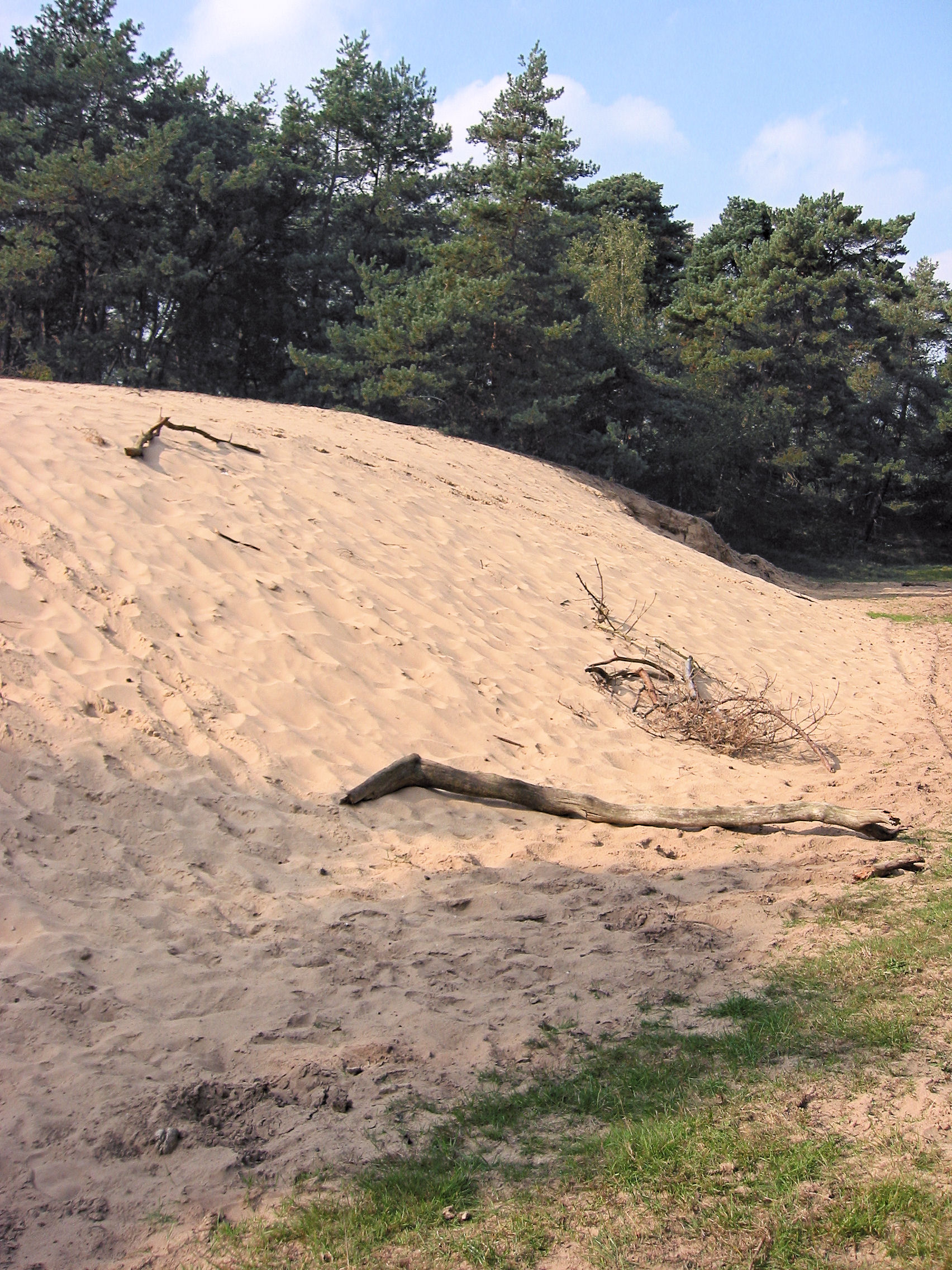
Verstuivend zand
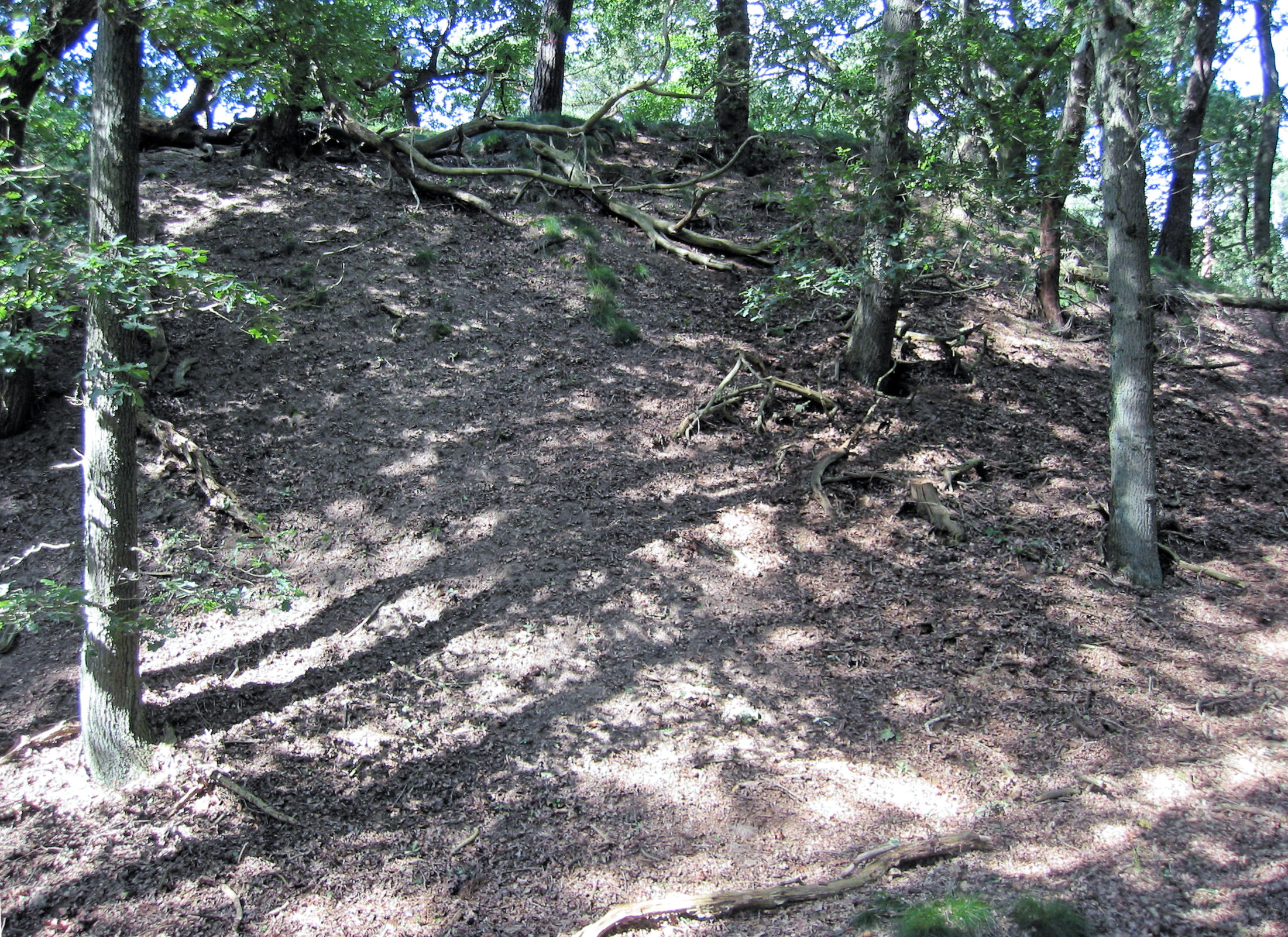
Stuifwal met zomereik
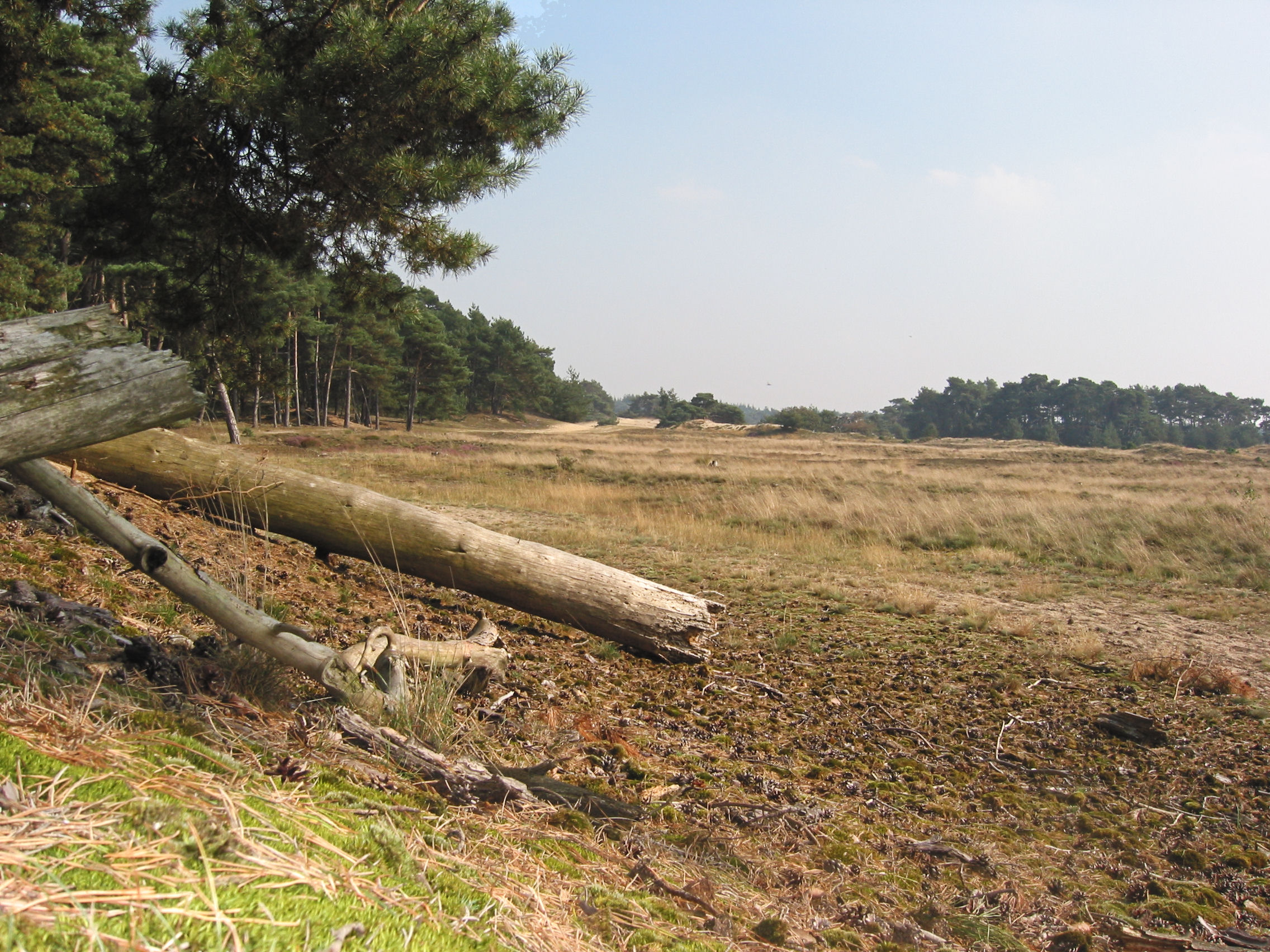
Vergrassing
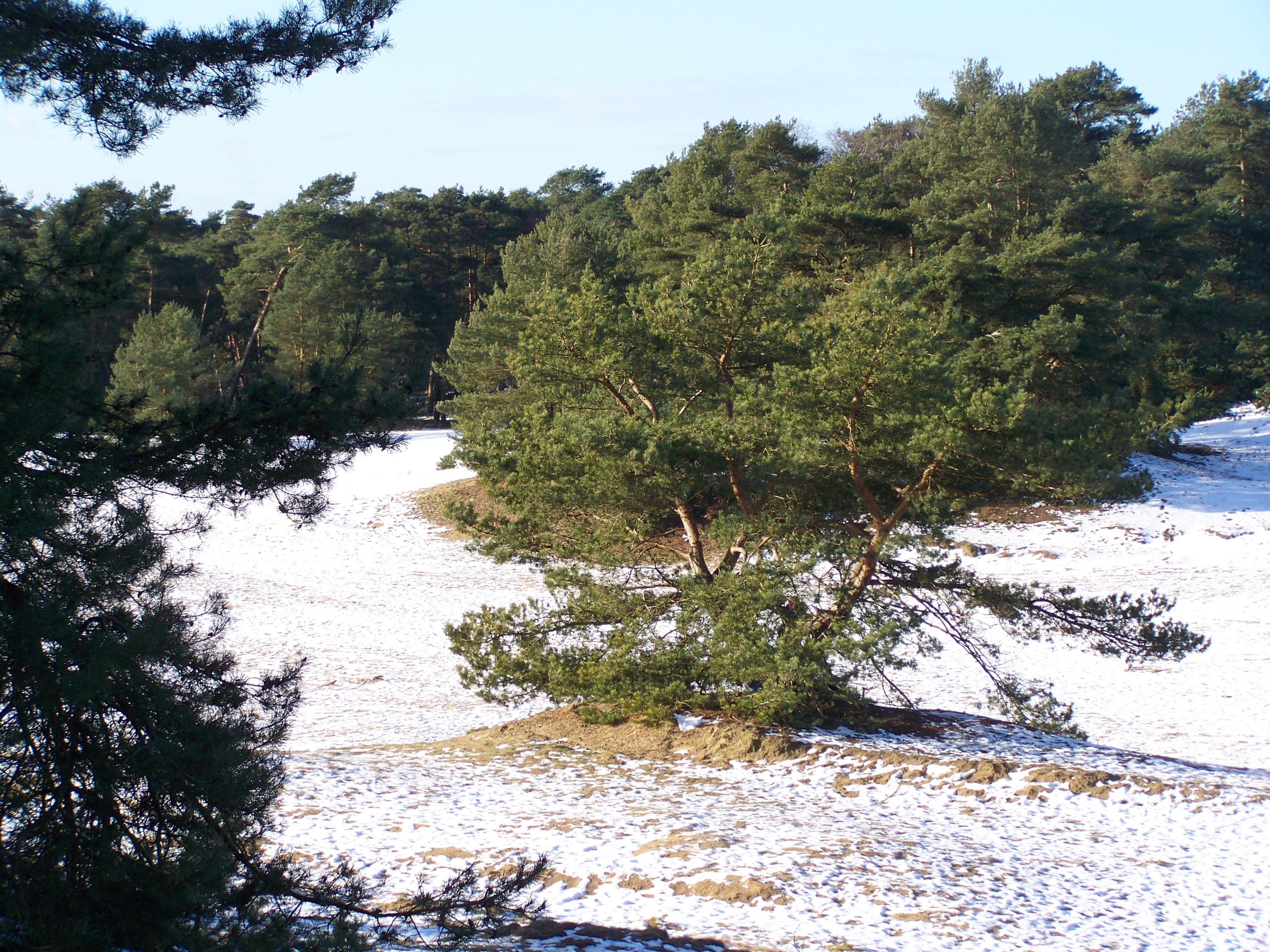
In de sneeuw
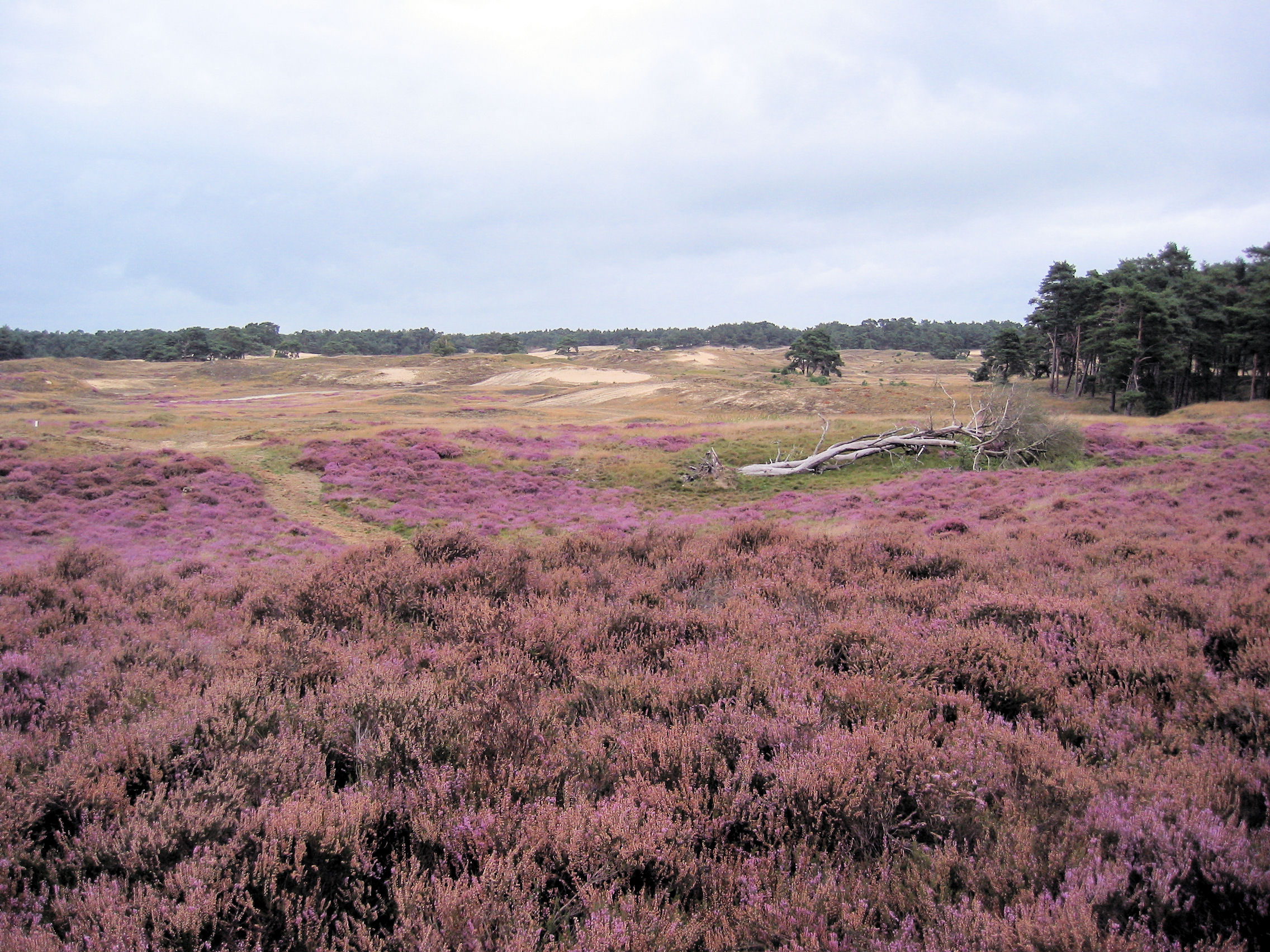
Heide
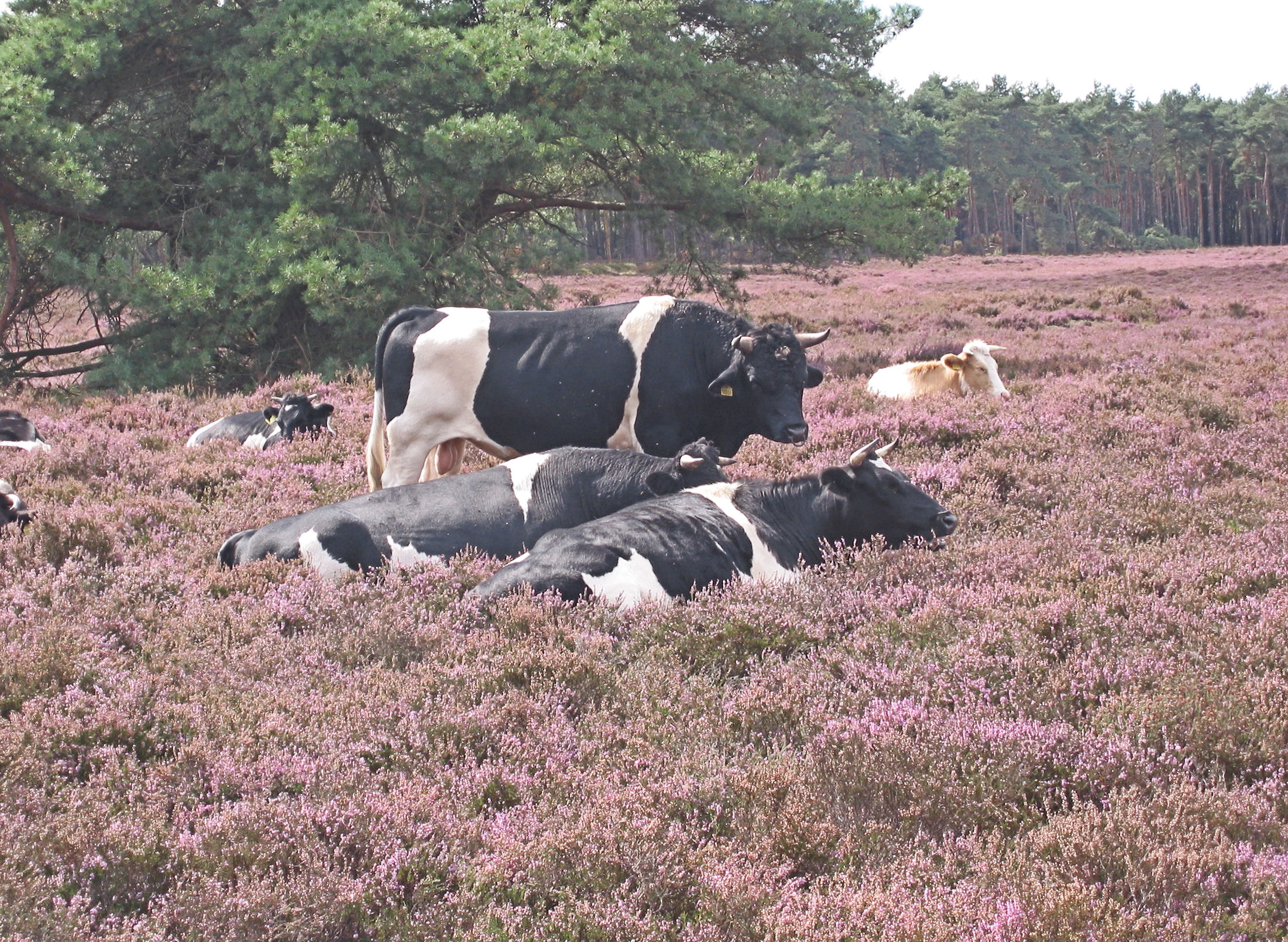
Heidekoeien met dominante stier
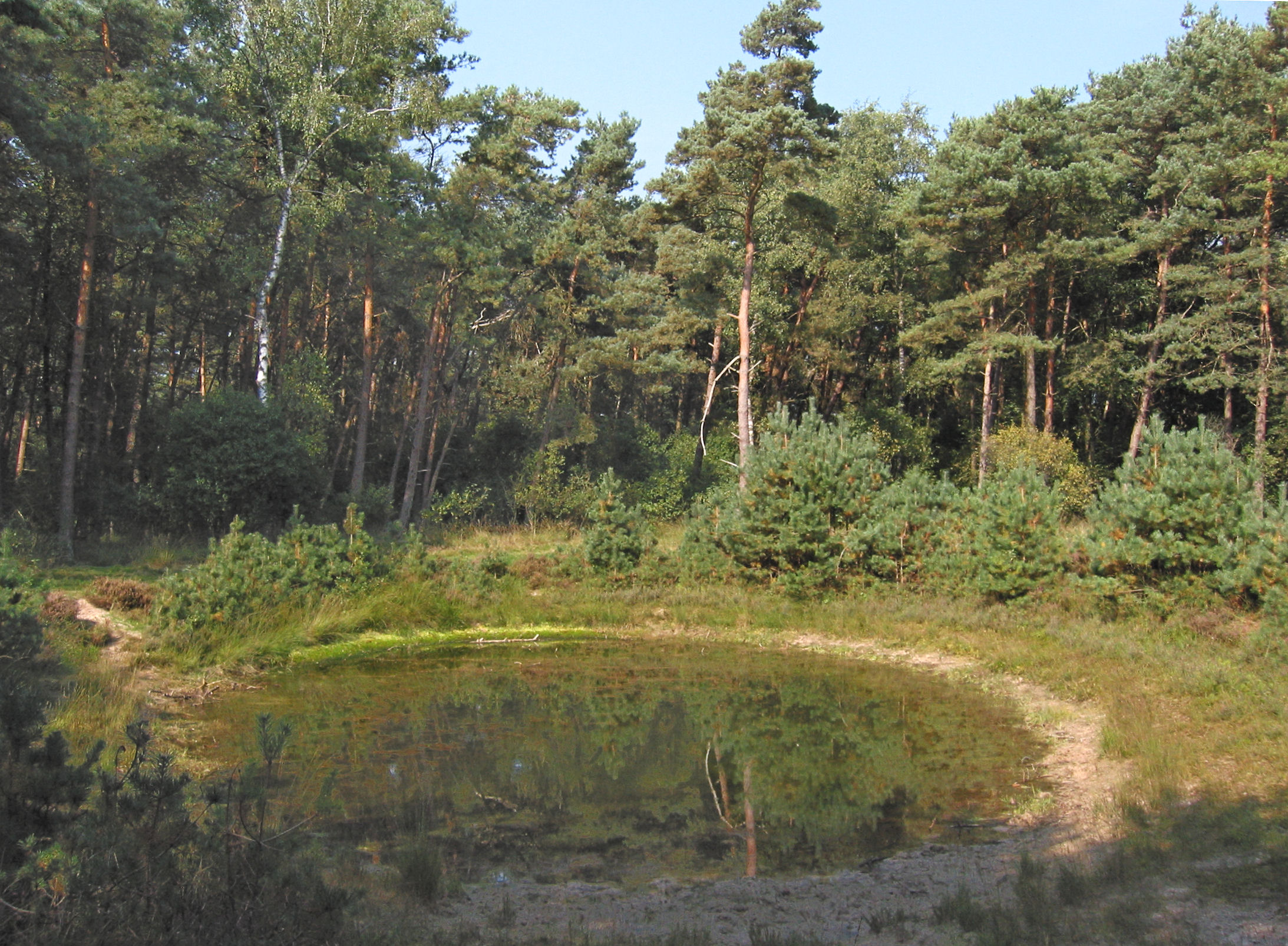
Ven aan noordkant
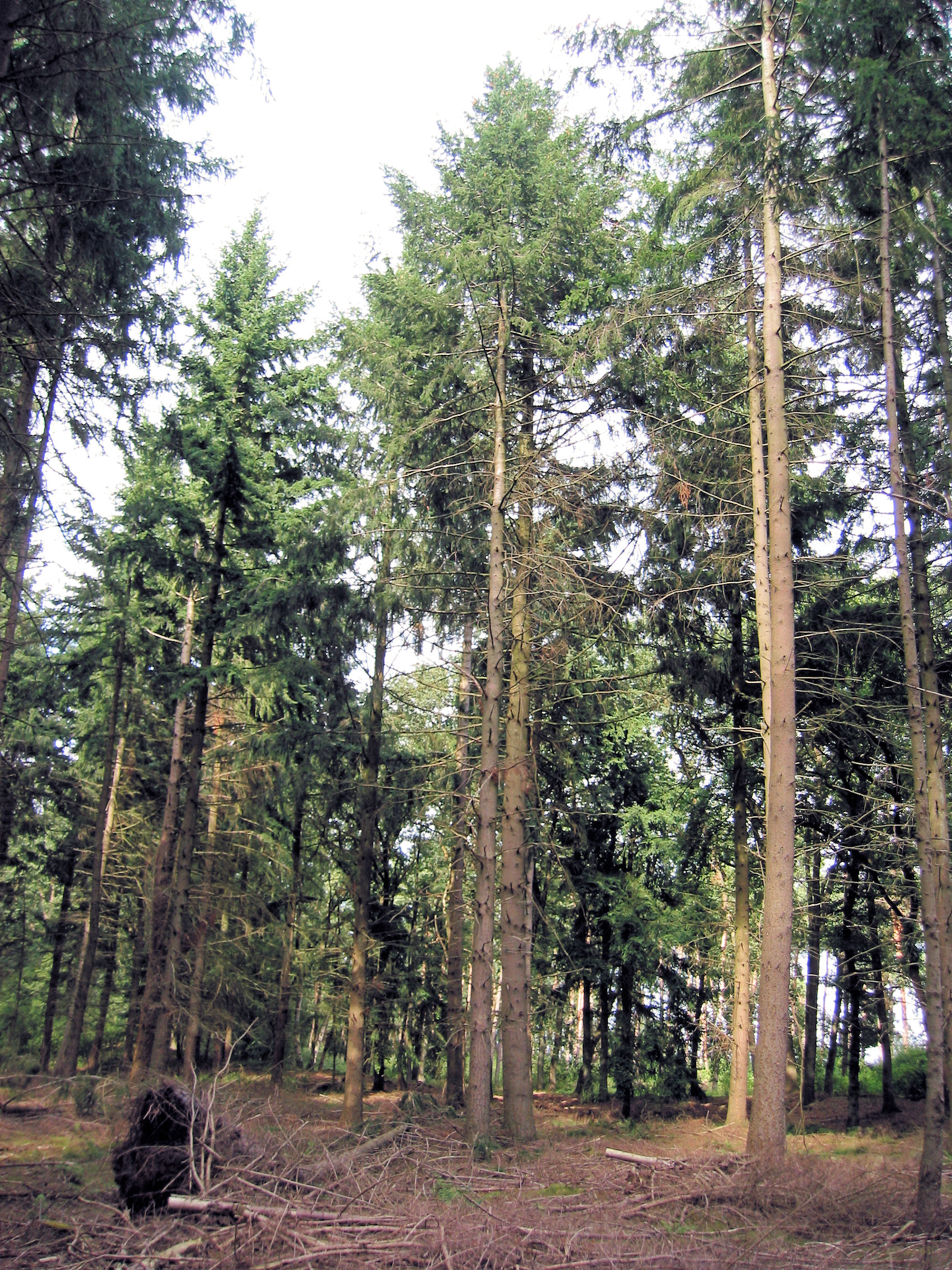
Douglasspar bij oostelijke parkeerplaats
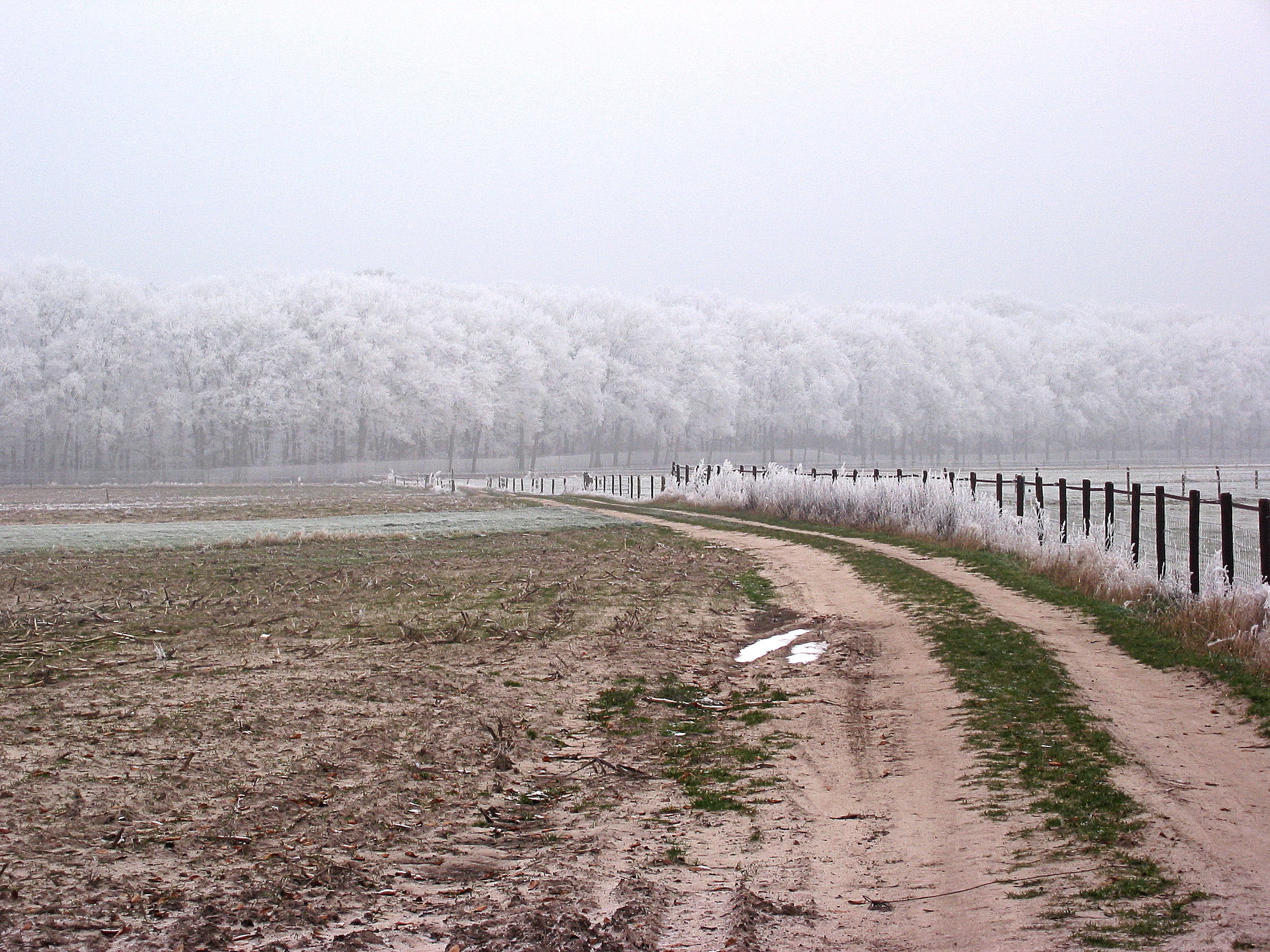
Eikenwal in de winter
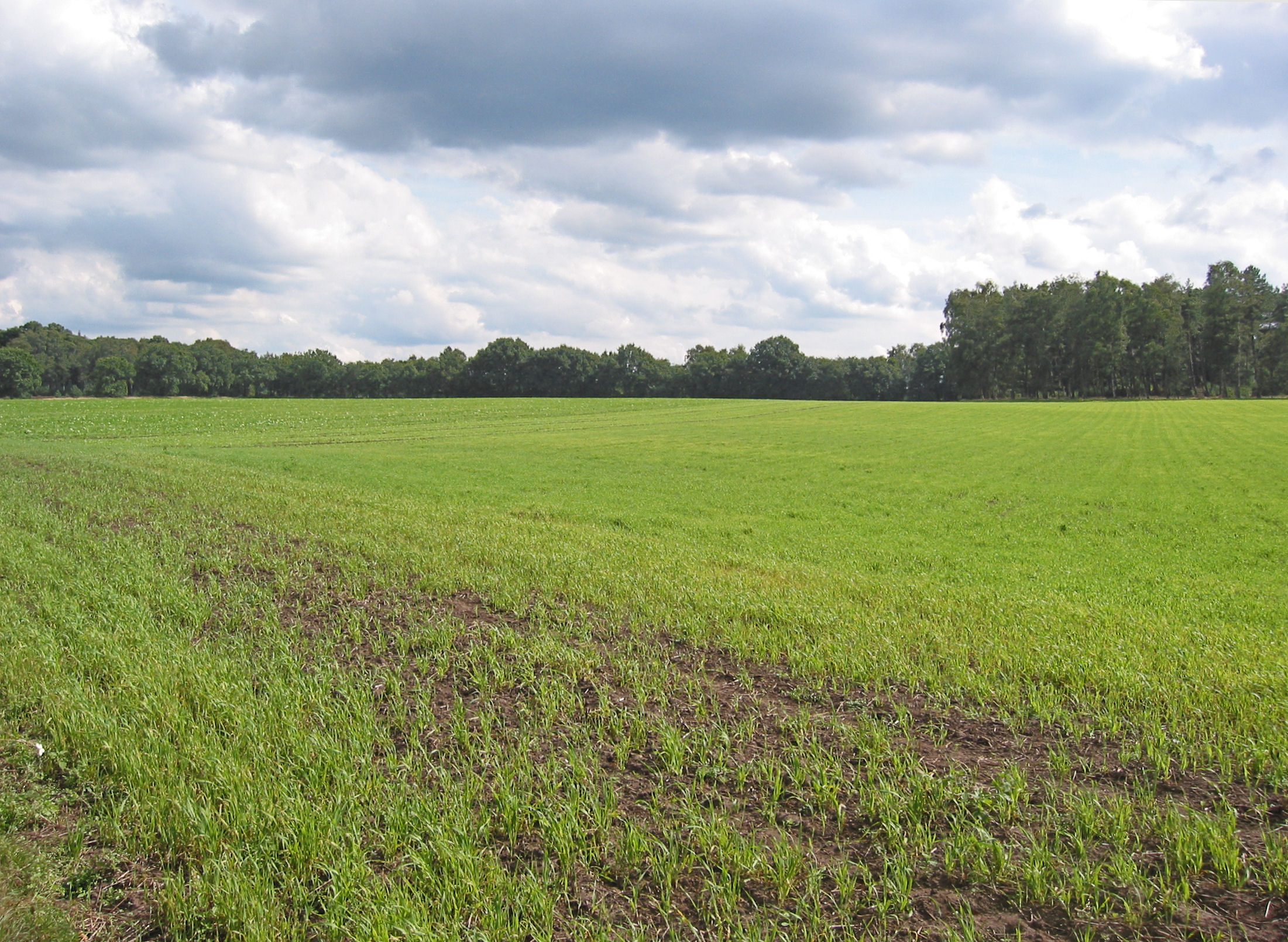
Akkerland